# Левометорфан
Левометорфа́н — l-стереоизомер меторфана. Эффекты двух изомеров полностью различны. Декстрометорфан — противокашлевое средство в небольших дозах и диссоциатив в больших, в то время как левометорфан — опиоидный анальгетик. Эффекты левометорфана схожи с эффектами леворфанола, однако несколько слабее, так как левометорфан должен деметилироваться ферментами в печени, чтобы стать активным.

## Правовой статус
В России левометорфан входит как наркотическое средство в Список I Перечня наркотических средств, психотропных веществ и их прекурсоров, подлежащих контролю в Российской Федерации (оборот запрещён).